# Margarete Klose
Margarete Klose (Berlino, 6 agosto 1902 – Berlino, 14 dicembre 1968) è stata un mezzosoprano tedesco. Tra i maggiori mezzosoprani tedeschi degli anni Trenta e Quaranta, Klose fu un'acclamata interprete di Wagner, ma si affermò anche nel repertorio verdiano e straussiano, nonché come interprete di Bach e come liederista.

## Biografia
Nata a Berlino nel 1902 (o, forse, nel 1899), rimase orfana di padre in giovane età e dovette lavorare come segretaria prima di essere ammessa al Conservatorio Klindworth-Scharwenka.
Fece il suo debutto sulle scene nel 1926 come Manja nella Gräfin Mariza a Ulma, dove tornò poco dopo come Azucena ne Il trovatore. Dopo tre stagioni con il Nationaltheater Mannheim, nel 1932 si stabilì a Berlino, dove cantò regolarmente alla Staatsoper Unter den Linden dal 1932 al 1949. Nel 1934 fu nominata Kammersänger a Berlino e dieci anni dopo il suo nome fu inserito nella Gottbegnadeten-Liste. Tra il 1949 e il 1955 fu scritturata dalla Deutsche Oper Berlin. Nel 1955 firmò nuovamente un contratto con la Staatsoper, ma la decisione di esibirsi a Berlino Est fu accolta duramente dal pubblico della Deutsche Oper Berlin, che la fischiò in scena dopo che la notizia era diventata di pubblico dominio.
Nel 1935 esordì al Covent Garden come Ortrud, tornandovi nel 1939 come Fricka, Waltraute e Brangäne.  Tra il 1936 e il 1942 calcò spesso le scene del Festival di Bayreuth, dove ottenne uno dei suoi maggiori successi come Brangäne nell'allestimento del Tristano e Isotta diretto da Heinz Tietjen nel 1938 e poi riproposto nel 1939. Tra il 1938 e il 1956 cantò regolarmente anche alla Wiener Staatsoper, dove apparve nei ruoli di Carmen, Amneris, Fricka, Clitennestra, Azucena, Ortrud, Orfeo, Maddalena, Erodiate, Brangäne (accanto all'Isotta di Birgit Nilsson, che la definì "meravigliosa" nella parte), Ulrica, della Principessa d'Eboli, della voce della madre, della terza dama e della Contessa. Tra la fine degli anni Trenta i primi anni Cinquanta cantò in diverse occasioni anche all'Opera di Roma, dove interpretò Brangäne (1939, 1943), Orfeo (1941), Erda (1952) e Fricka (1952). Nel 1950 fu Fricka e Kostelnička Buryjovka al Teatro Colón, mentre nel 1953 cantò a San Francisco e Los Angeles come Clitennestra, Ulrica, Brangäne e Fricka, diretta da Tullio Serafin. Al Festival di Salisburgo cantò in numerose occasioni, spesso come Brangäne, ma anche nella prima mondiale dell'Irische Legende di Werner Egk nel ruolo di Oona (1955).
Diede il suo addio alle scene nel 1961 e, successivamente, si dedicò all'insegnamento. Morì a Berlino nel 1968 all'età di sessantasei anni.

## Discografia (parziale)
- Gluck: Orfeo ed Euridice - Margarete Klose/Erna Berger/Rita Streich/Fia Fleig, dir. Arthur Rother. Urania, 1952
- Verdi: Aida - Annelies Kupper, Max Lorenz, Margarete Klose, dir. Kurt Schröder. 1952
- Wagner: Lohengrin - Wilhelm Schüchter/Rudolf Schock/Maud Cunitz/Margarete Klose, Archipel - Walhall
- Wagner: Die Walküre - Vienna Philharmonic Orchestra/Martha Mödl/Leonie Rysanek/Ludwig Suthaus/Ferdinand Frantz/Gottlob Frick/Margarete Klose/Erika Köth/Gerda Schreyer/Judith Hellwig/Dagmar Schmedes/Ruth Sievert/Hertha Töpper/Dagmar Hermann/Johanna Blatter, Zyx - Classic